# Poronkusema
Poronkusema (finnisch, wörtlich „das Pissen des Rentiers“) ist ein altes finnisches Längenmaß. 
Es war früher in der Rentierzucht gebräuchlich und entwickelte sich aus der Beobachtung heraus, dass Rentiere nicht gleichzeitig laufen und miktieren können. Ein poronkusema entspricht der Strecke, die ein Rentier zurücklegen kann, ohne sein Wasser abzuschlagen, also maximal rund 7,5 km.